# Abdul Samad Rohani
Ne doit pas être confondu avec Hassan Rohani ou Bahram Rohani.
Abdul Samad Rohani (né en 1982 ou 1983 et mort le 7 ou 8 juin 2008) est un journaliste afghan qui a travaillé pour la BBC et Pajhwok Afghan News. Il a été enlevé dans la province d'Helmand (Afghanistan), le 7 juin 2008, et a été retrouvé mort le jour suivant à Lashkar Gah,. Reporters sans frontières a déclaré qu'il avait apparemment été torturé avant d'être tué de trois balles.
Rohani travaillait à Helmand en tant que chef du service pachtou de BBC World Service. La BBC a publié une déclaration louant son courage et son dévouement.
Les talibans, d'après certaines informations, ont nié être liés à cet assassinat.